# Andrej Babiš
Andrej Babiš (n. 2 septembrie 1954, Bratislava, Cehoslovacia) este un politician și om de afaceri ceh, care ocupat funcția de prim-ministru al Republicii Cehe din decembrie 2017 până în 2021 și este lider fondator al ANO 2011 (ANO) din 2012. A fost ministru de finanțe și vice prim-ministru din 2014 până în 2017 în cabinetul lui Bohuslav Sobotka.

## Biografie
Născut și crescut în Slovacia, Babiš s-a mutat în Cehia după Revoluția de catifea din 1989. În timpul unei lungi cariere în afaceri, a ajuns să devină al doilea cel mai bogat om din Cehia, cu o avere netă estimată la aproximativ 4,04 miliarde de dolari, potrivit Bloomberg. O mare parte din această avere a venit cât timp a fost director și proprietar al Grupului Agrofert, care deține două dintre cele mai mari ziare din Cehia, Mladá fronta DNES și Lidové noviny.
Babiš a intrat în politică în 2012, formând propriul său partid, făcând campanie pe o atitudine anticorupție și anti-sistem. Partidul a avut rezultate importante la alegerile legislative din 2013, terminând cu trei mandate în spatele Partidului Social Democrat Ceh (ČSSD). El a fost numit viceprim-ministru și ministru de finanțe de prim-ministrul Bohuslav Sobotka în 2014. În mai, Sobotka l-a demis pe Babiš în urma crizei guvernamentale cehe din 2017, declanșată de acuzațiile potrivit cărora Babiš a evitat să plătească taxe atunci când era director al Agrofert.
În urma alegerilor legislative din Cehia din 2017, ANO a devenit cel mai mare partid, deși fără să obțină o majoritate din cauza performanțelor slabe a potențialilor parteneri de coaliție. În ciuda acestui fapt, Babiš a fost numit prim-ministru la 6 decembrie, iar o săptămână mai târziu a format un guvern minoritar alcătuit din membri ANO 2011, precum și din politicieni independenți. A devenit cea mai în vârstă și cea mai bogată persoană care a ajuns prim-ministru, precum și primul prim-ministru din istoria Cehiei care aparține unui partid diferit de Partidul Civic Democrat sau ČSSD. Babiš este, de asemenea, primul prim-ministru care s-a născut în afara Cehiei, are dublă cetățenie și a cărui limbă maternă nu este ceha. La 16 ianuarie 2018, guvernul său a pierdut o moțiune de încredere în Camera Deputaților, prin care i s-a cerut lui Babiș să formeze al doilea cabinet al său sprijinit fiind de Partidul Comunist al Boemiei și Moraviei.
Babiš a fost investigat atât de poliția cehă, cât și de Oficiul European de Luptă Antifraudă (OLAF) din 2015 până în 2017, pe fondul acuzațiilor conform cărora o companie anonimă pe care o controla ilegal a primit o subvenție de 2 milioane de euro din Fondul European de Dezvoltare Regională. În septembrie 2017, i-a fost ridicată imunitatea parlamentară după o cerere a poliției în legătură cu acest caz, iar Babiš a fost acuzat oficial la 9 octombrie 2017. OLAF și-a încheiat ancheta în decembrie 2017, declarând că a constatat nereguli și a aprobat măsurile luate de poliția cehă. Datorită realegerii lui Babiš, i-a fost restabilită imunitatea de urmărire penală, iar Camera Deputaților a votat din nou ridicarea acesteia la 19 ianuarie 2018. Babiš a fost subiectul unor critici susținute din partea oponenților politici și a presei cu privire la o serie de probleme, inclusiv presupusele conflicte de interese, rolul său din StB și acuzațiile de intimidare a oponenților. Mandatul și politicile sale au stârnit numeroase proteste. În ciuda acestui fapt, el a rămas unul dintre cei mai populari politicieni din Republica Cehă.
La alegerile din 2021 partidul său a pierdut neavând o majoritate în Camera Deputaților, astfel că Babiș și-a recunoscut înfrângerea. Petr Fiala este succesor al său la funcția de prim-ministru.